# گرافیک پکینگ

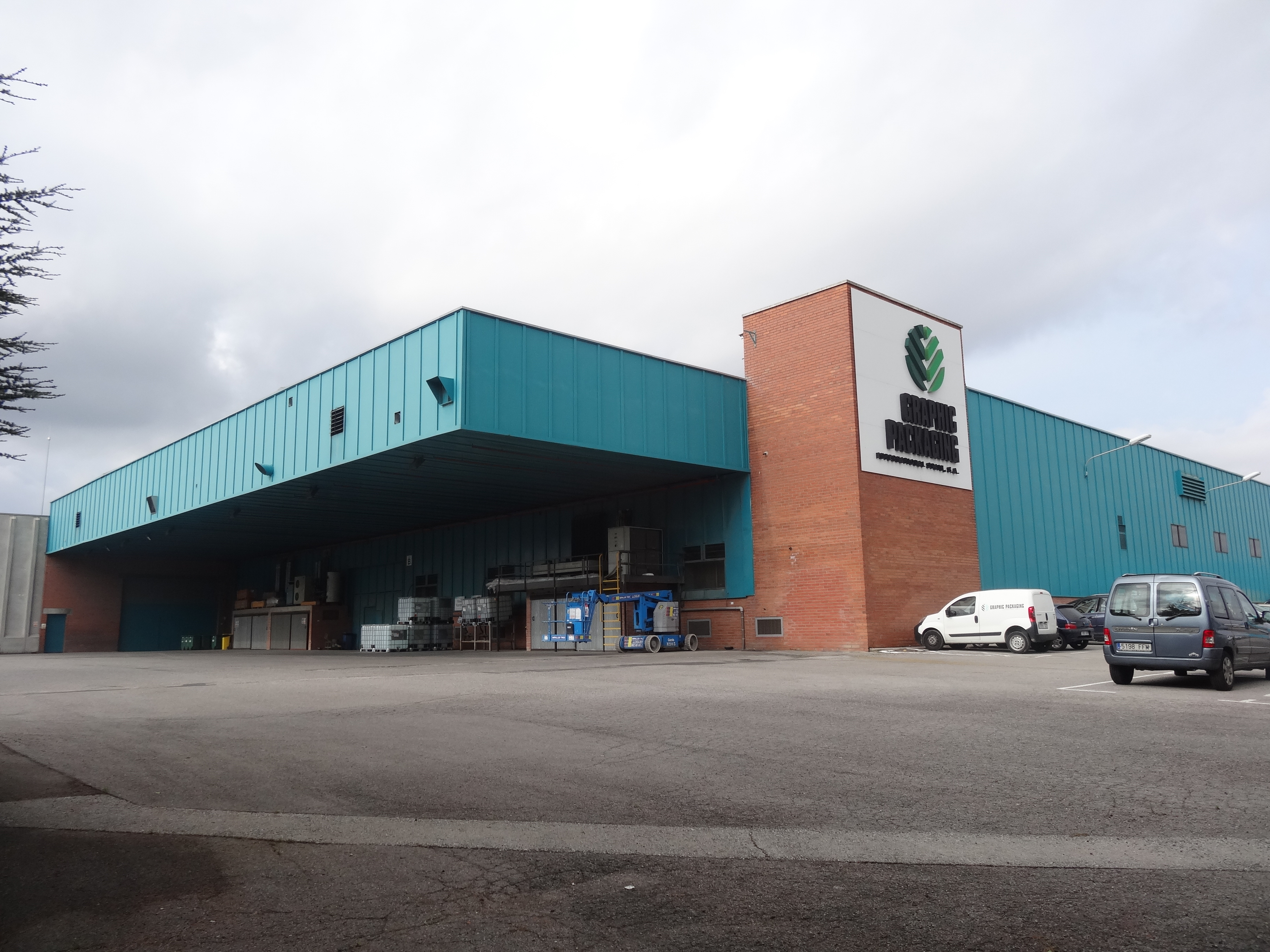
گرافیک پکینگ

گرافیک پکینگ (انگلیسی: Graphic Packaging) شرکت تولید صنعتی آمریکایی است. 